# Papenburg
Papenburg er en tysk by beliggende ved floden Ems i Landkreis Emsland, i den sydvestlige del af delstaten Niedersachsen. Ved udgangen af 2015 havde byen 36.690 indbyggere.
Byens største arbejdsplads er skibsværftet Meyer Werft, som blandt andet bygger nogle af verdens største krydstogtskibe. I 2015 var over 5.000 personer beskæftiget på værftet.